# Сноуфлейк (Аризона)
Сноуфлейк (англ. Snowflake) — місто (англ. town) в США, в окрузі Навахо штату Аризона. Населення — 6104 особи (2020).

## Географія
Сноуфлейк розташований за координатами 34°31′8″ пн. ш. 110°5′24″ зх. д. / 34.51889° пн. ш. 110.09000° зх. д. (34.518972, -110.089988). За даними Бюро перепису населення США в 2010 році місто мало площу 86,97 км², з яких 86,82 км² — суходіл та 0,15 км² — водойми.

### Клімат
| Клімат : Сноуфлейк                    | Клімат : Сноуфлейк | Клімат : Сноуфлейк | Клімат : Сноуфлейк | Клімат : Сноуфлейк | Клімат : Сноуфлейк | Клімат : Сноуфлейк | Клімат : Сноуфлейк | Клімат : Сноуфлейк | Клімат : Сноуфлейк | Клімат : Сноуфлейк | Клімат : Сноуфлейк | Клімат : Сноуфлейк | Клімат : Сноуфлейк |
| Показник                              | Січ.               | Лют.               | Бер.               | Квіт.              | Трав.              | Черв.              | Лип.               | Серп.              | Вер.               | Жовт.              | Лист.              | Груд.              | Рік                |
| Абсолютний максимум, °C               | 26,1               | 25,6               | 27,8               | 33,3               | 36,7               | 38,9               | 40,0               | 38,9               | 36,7               | 32,2               | 32,2               | 23,9               | 40,0               |
| Середній максимум, °C                 | 9,2                | 12,8               | 16,0               | 20,4               | 25,1               | 30,7               | 32,2               | 30,7               | 27,6               | 21,8               | 14,4               | 9,4                | 20,9               |
| Середній мінімум, °C                  | −6,9               | −5,1               | −2,4               | 0,4                | 4,4                | 8,7                | 13,4               | 12,8               | 8,7                | 2,2                | −3,3               | −6,8               | 2,2                |
| Абсолютний мінімум, °C                | −34,4              | −27,2              | −20,6              | −16,1              | −8,3               | −6,7               | −2,8               | −2,2               | −5,6               | −11,7              | −27,2              | −31,1              | −34,4              |
| Норма опадів, мм                      | 19                 | 18                 | 26                 | 11                 | 15                 | 8                  | 44                 | 62                 | 42                 | 32                 | 24                 | 23                 | 324                |
| Днів з опадами                        | 4,3                | 4,4                | 4,9                | 2,6                | 2,7                | 2,2                | 8,3                | 9,4                | 5,8                | 4,4                | 3,7                | 3,9                | 56,6               |
| Днів зі снігом                        | 1,5                | 1,1                | 1,1                | 0,3                | 0,0                | 0,0                | 0,0                | 0,0                | 0,0                | 0,2                | 0,6                | 1,4                | 6,2                |
| ------------------------------------- | ------------------ | ------------------ | ------------------ | ------------------ | ------------------ | ------------------ | ------------------ | ------------------ | ------------------ | ------------------ | ------------------ | ------------------ | ------------------ |
| Джерело: NOAA (extremes 1898–present) |                    |                    |                    |                    |                    |                    |                    |                    |                    |                    |                    |                    |                    |

## Історія
Вільям Джордан Флейк і його родина були відправлені головою Церкви Ісуса Христа Святих останніх днів Бригамом Янґом, щоб допомогти колонії мормонів оселитися в Аризоні. Після продажу всієї своєї землі в Бівері, штат Юта, він і його сім'я оселилися в Аризоні. Тим не менш, всі хороші землі були зайняті. У них було сильне бажання оселитися біля Сілвер-Крік. Ця територія належала людині по імені Джеймс Стінсон. Після переговорів з ним, Вільям Флейк купив цю землю за $ 11.000. 21 липня 1878 року в цьому місці оселилися шість перших родин мормонів.

## Пам'ятки
Містечко Сноуфлейк є самою північною спільнотою у Вайт-Маунтінс (англ. White Mountains — «білі гори»), розташований в північно-центральній частині штату. Неподалік розташовані деякі з найвідоміших визначних пам'яток в Аризоні: Долина монументів, Каньйон де Шеї, найбільша популяція у світі жовтої сосни.

## Демографія
Згідно з переписом 2010 року, у місті мешкало 5590 осіб у 1739 домогосподарствах у складі 1394 родин. Густота населення становила 64 особи/км². Було 2074 помешкання (24/км²).
Расовий склад населення:
| - 84,6 % — білих - 6,5 % — корінних американців - 0,2 % — вихідців з тихоокеанських островів - 0,2 % — азіатів - 0,1 % — чорних або афроамериканців - 6,0 % — осіб інших рас |

До двох чи більше рас належало 2,4 %. Частка іспаномовних становила 11,8 % від усіх жителів.
За віковим діапазоном населення розподілялося таким чином: 35,5 % — особи молодші 18 років, 51,2 % — особи у віці 18—64 років, 13,3 % — особи у віці 65 років та старші. Медіана віку мешканця становила 30,4 року. На 100 осіб жіночої статі у місті припадало 100,4 чоловіків; на 100 жінок у віці від 18 років та старших — 98,3 чоловіків також старших 18 років.
Середній дохід на одне домашнє господарство становив 57 767 доларів США (медіана — 51 938), а середній дохід на одну сім'ю — 66 504 долари (медіана — 61 146). Медіана доходів становила 47 256 доларів для чоловіків та 31 683 долари для жінок. За межею бідності перебувало 9,9 % осіб, у тому числі 9,9 % дітей у віці до 18 років та 9,1 % осіб у віці 65 років та старших.
Цивільне працевлаштоване населення становило 1799 осіб. Основні галузі зайнятості: освіта, охорона здоров'я та соціальна допомога — 19,6 %, мистецтво, розваги та відпочинок — 15,1 %, будівництво — 12,8 %.